# Chromoly
Chromoly (CrMo of CroMo) is een afkorting voor chroom-molybdeenstaal. Chromoly is staal van lage legering dat onder meer chroom en molybdeen bevat. Het wordt onder andere gebruikt om fietsframes en rolkooien voor raceauto's te produceren. Het is niet zo licht als een aluminiumlegering, maar heeft als voordeel een hoge treksterkte en een grote vervormbaarheid. Chromoly kan gemakkelijk gelast worden en is beduidend sterker en duurzamer dan standaard staal.
Hoewel chromoly chroom bevat, is het niet roestvast.